# The Dupe (film 1916 Worthington)
The Dupe è un cortometraggio muto del 1916 diretto da William Worthington.

## Produzione
Il film fu prodotto dall'Universal Gold Seal (Universal Film Manufacturing Company).

## Distribuzione
Distribuito dall'Universal Film Manufacturing Company, il film - un cortometraggio di trenta minuti - uscì nelle sale cinematografiche USA il 22 febbraio 1916.